# Pierre Janson
Pierre Janson est un homme politique français né le 7 novembre 1741 à Gien (Loiret) et décédé le 28 février 1803 au même lieu.
Avocat à Gien, il est député du tiers état aux États généraux de 1789, votant avec la majorité. Il est ensuite président du tribunal de Gien.

## Sources
- « Pierre Janson », dans Adolphe Robert et Gaston Cougny, Dictionnaire des parlementaires français, Edgar Bourloton, 1889-1891 [détail de l’édition]